# Donald II, conte di Mar
Donald II, conte di Mar (1293 circa – Dupplin Moor, 11 agosto 1332), è stato un nobile scozzese, per brevissimo periodo guardiano di Scozia prima del raggiungimento della maggiore età di Davide II di Scozia.

## Biografia
È nota con certezza solo l'identità del padre, il conte Gartnait di Mar. Sulla madre invece c'è meno unanimità: alcuni storici lo riconoscono come figlio di Christina Bruce, sorella di re Roberto I di Scozia, mentre altri lo ritengono frutto di un'altra unione del padre non registrata dalle cronache.
Successe al padre nel 1305 come conte di Mar, e questa è la prima menzione esplicita di Donald nelle cronache. Probabilmente ancora ragazzo, venne portato alla corte inglese come ostaggio dopo la disfatta scozzese nella battaglia di Methven, crescendovi e venendo liberato solo dopo la battaglia di Bannockburn (1314). Donald, probabilmente conoscente intimo di Edoardo II d'Inghilterra, rimase invischiato nella politica inglese, e combatté al suo fianco durante la battaglia di Boroughbridge nel marzo 1322. Godeva inoltre di una pensione di 15 penny giornalieri ed era il proprietario di una nave commerciale, La Blithe, che aumentava così le sue entrate. Alla deposizione di Edoardo II nel 1327 abbandonò definitivamente l'Inghilterra, occupandosi della gestione dei suoi feudi natii e ripudiando le offerte di amicizia di Edoardo III d'Inghilterra, unendosi piuttosto ad un'incursione per razziare lo Yorkshire, azione per la quale il re inglese lo dichiarò traditore.
Nel 1332, a seguito della morte del precedente guardiano di Scozia, Thomas Randolph I conte di Moray, ricoprì l'incarico dopo essere stato eletto in un consesso della nobiltà scozzese tenutosi a Perth. A seguito dell'invasione del Regno di Scozia da parte di Edoardo Balliol pochi giorni dopo guidò le forze lealiste scozzesi per respingerlo, ma fu sconfitto ed ucciso alla battaglia di Dupplin Moor. La sconfitta scozzese venne causata dalla condotta disastrosa dei comandanti scozzesi della battaglia, ovvero lo stesso Donald e Robert Bruce, signore di Liddesdale, la cui litigiosità causò la sconfitta scozzese, la morte di entrambi e la temporanea deposizione di re Davide II, al tempo ancora bambino.

## Discendenza
Sposatosi con Isabella Stewart (non è noto in che grado fosse imparentata col clan Stewart), ebbe due figli:
- Thomas (1330-1374), conte di Mar;
- Margaret (?-1390 circa), coniugata a William Douglas, I conte di Douglas e contessa di Mar dopo la morte del fratello.